# Rationalis
Il rationalis era un funzionario fiscale di alto livello nell'Impero romano. Fino a quando non fu sostituito dal comes sacrarum largitionum dall'imperatore Costantino I all'inizio del IV secolo, il rationalis summarum – paragonabile a un moderno ministro delle Finanze – era uno dei due funzionari statali che avevano autorità sull'erario imperiale, mentre l'altro era il rationalis rei privatae (gestore delle tenute imperiali e delle proprietà cittadine). Esempi di compiti svolti da un rationalis sono «la riscossione di tutte le normali imposte e tasse, il controllo della moneta e l'amministrazione di miniere e zecche».
Ogni provincia aveva anche diverse classi di rationales, e le riforme amministrative dell'imperatore Diocleziano avevano rispecchiato la struttura duale a livello di diocesi, istituendo le cariche locali di rationalis summarum e magister rei privatae al di sopra dei procuratores. I primi continuarono a esistere anche dopo le riforme, un esempio sono i comes et rationalis summarum Aegypti. Nel VI secolo, la carica fu sempre più trasformata nel suo equivalente greco, logothete, che in seguito fu dato agli alti segretari fiscali del medio Impero bizantino (VII-XII secolo).